# Niels Mathiesen
Niels Mathiesen (7. september 1807 i Odense – 1892) var en dansk murermester.
Både Mathiesens far og bedstefar samt flere andre forfædre havde været murermestre. Han kom i lære hos sin far og tog som nittenårig svend til København, hvor han fik arbejde hos murermester Sibbern. Han var flittig og ærgerrig og gik samtidig med læretiden på Kunstakademiets bygningsskole, hvor han opnåede den lille sølvmedalje. I 1844 nedsatte han sig som selvstændig mester i hovedstaden. I 1856 optog han sin broder- og svigersøn Theodor Mathiesen som kompagnon, og dernæst voksede firmaet støt.
Tidens arkitekter nærede stor tillid til Mathiesen og konsulterede ham ofte. Det gjaldt især Jørgen Hansen Koch, M.G. Bindesbøll, J.D. Herholdt og Hans J. Holm. Ikke overraskende fik han samtidig mange af disses opgaver betroet og blev sin tids mest benyttede murermester. Han byggede for Herholdt Universitetsbiblioteket i Fiolstræde, Studenterforeningen i Holmens Kanal (nedrevet), Nationalbanken (nedrevet), Københavns 2. hovedbanegård (nedrevet) og Enrum. For Holm byggede han Diakonissestiftelsen på Frederiksberg. Dertil kom flere københavnske kommuneskoler, flere herregårde samt restaureringerne af Holmens Kirke og Gisselfeld.
Fra 1868 til 1890 var han oldermand i Mur- og Stenhuggermester-Lavet og modtog i 1885 Fortjenstmedaljen i guld ved 50-års jubilæet for Håndværkerstiftelsens oprettelse. Da murermester og landstingsmand H.N. Fussing i 1880 lod arkitekten Hans J. Holm tegne sin ejendom i Nørre Voldgade 11 lod han facaden pryde med bronzemedaljoner af sin afdøde far og af Niels Mathiesen. De er udført af Vilhelm Bissen.
Da den første store murerstrejke brød ud i 1872 var Mathiesens autoritet med til at sikre en fredelig udgang på konflikten.